# Київські погроми 1919
Київські погроми 1919 року - серія антиєврейських погромів у різних місцях Києва, здійснених військами Білої Добровольчої армії. Серія подій стосується наступних районів:
- Сквира, 23 червня 1919 року: погром, під час якого 45 євреїв було вбито, багато хто був важко поранений, а 35 єврейських жінок зґвалтовано армійськими повстанцями.[1]
- Юстінград, серпень 1919 року: погром у штетлі, під час якого було вбито невизначену кількість єврейських чоловіків і зґвалтовано єврейських жінок.
- Іванківський район, 18-20 жовтня 1919 року. Під час погрому, здійсненого козацькими та добровольчими військами, 14 євреїв було вбито, 9 поранено, а 15 єврейських жінок і дівчат зґвалтовано підрозділами під командуванням Струка за три дні.[2]

## Реакція політичних сил
Лідери Білої армії видавали накази, що засуджували погроми, але вони залишалися поза увагою через поширений антисемітизм. Ленін виступив проти погромів у березні, а в червні більшовики виділили певні кошти для жертв погромів. Однак події мало висвітлювалися в більшовицькій пресі.

## Ескалація ворожих настроїв
Київські погроми 1919 року стали першою з багатьох подібних подій. Загалом у той час по всій Україні відбулося 1 326 погромів, під час яких було вбито від 30 000 до 70 000 євреїв. Погроми відзначалися надзвичайною жорстокістю та брутальністю. Тисячі жінок були зґвалтовані. Сотні штетлів були пограбовані, а єврейські квартали перетворені на руїни. За деякими оцінками, загалом під час погромів 1918-1921 років півмільйона євреїв залишилися без даху над головою.
З них 53,7% були скоєні військами Петлюри, решта - військами Білої добровольчої армії (17%), більшовицької Червоної армії (2,3%) або місцевими бандами. Ці оцінки включають смерті від хвороб і голоду, спричинених масовими вбивствами. За останніми оцінками, що ґрунтуються на нових російських документах, відсоток вбитих Білою Добровольчою армією є набагато вищим, до 50%".

## Передумови та причини
Київські погроми 1919 року - це масові грабежі, зґвалтування та вбивства, спрямовані, головним чином, проти магазинів, фабрик, будинків євреїв[7]. Україна мала найбільшу концентрацію євреїв у Росії (частина російської організованої смуги осілості) на той час, а також була ареною найзапеклішої та найтривалішої боротьби між євреями та не-євреями. Це важливо, оскільки, згідно з дослідженнями, існує позитивна кореляція в широкому масштабі між кількістю євреїв у певному місці та підвищеною ймовірністю погромів, і вони стають більш вірогідними, коли довготривале підпорядкування та субординація соціальних груп є предметом суперечки.
Київські погроми 1919 року не були першими у своєму роді в Україні, і інші випадки насильства відбувалися і здійснювалися проти євреїв у Києві та його околицях у 1880-х роках: Київський погром (1881) і в першому десятилітті 20-го століття Київський погром (1905). Зрештою, напруга від цих подій ніколи не вщухала, вона лежала просто під поверхнею і могла розглядатися як причина подальшого насильства. Однак єврейські масові вбивства в Україні в 1919 році, що охопили всю країну, не можна порівнювати з цими попередніми погромами через їхню суть і масштаби. Київські погроми 1919 року були найкривавішими і найбільш нетиповими з погромів в Україні, що відбувалися після падіння імперського режиму і в умовах запеклої боротьби, де насильство будь-якого роду було практично нестримним.
Підживлюване антисемітизмом і пропагандою проти євреїв, масове вбивство євреїв у Києві в 1919 році було, по суті, методом політичної війни.
Царський режим намагався "відвернути увагу соціально і політично незадоволених мас в інший бік, бік найменшого опору". По суті, це був спосіб перенаправити народне невдоволення від уряду на видиму групу меншин. Вони робили це, підбурюючи нижчі класи проти євреїв, які були в основному беззахисними, і які, на їхню думку, були відповідальними за страждання народу в цілому. Євреїв зображували як експлуататорів народу, як п'явок суспільства, які висмоктують кров робітника і позбавляють його щедрот його економічної діяльності.
Іншою причиною київських погромів 1919 року були економічні труднощі і зміни в міському середовищі. Економічні труднощі та політична боротьба, як правило, збільшували ймовірність погромів, і це, безумовно, стосувалося України, яка перебувала у стані конфлікту та перехідного періоду під час Визвольної війни за незалежність України та після її відокремлення від Росії. Стрес від змін у міському середовищі також створював сприятливий ґрунт для насильства проти євреїв, а такі стреси, як імміграція, причому не лише євреїв з інших частин імперії, але й чужинців загалом, робили погроми можливими